# Karl von Aegeri
Karl von Aegeri (auch Carle von Aegeri; * um 1510 in Zürich; † 14. Juni 1562 ebenda) war ein Schweizer Glasmaler der Renaissance. 1538 heiratete er Anna Lavater, die Tochter des Glasmalers und Zürcher Bürgermeisters Hans Rudolf Lavater (1496–1557).

## Leben und Werk
Es sind eher spärlich Lebensdaten vorhanden, greifbar wird er 1536, als er an der unteren Stüssihofstatt Wohnsitz nahm und sich in die Zunft zu Meise einkaufte.
Seit 1536 arbeitete Aegeri intensiv für den Rat von Zürich an Standesscheiben. Zudem führte er Standesscheiben von 13 eidgenössischen Orten aus, wie die für das Rathaus von Weesen (1541) oder die für das Rathaus in Stein am Rhein, um nur die erhaltenen aufzuzählen. 1550 schuf er Scheiben für seinen Schwiegervater (signiert mit KVE, im Landesmuseum Zürich) und 1554 Rundscheiben der Vogtei in Eglisau (signiert mit K.V.AE., ebenfalls im Landesmuseum Zürich). Zwei kleine runde Wappenscheiben von 1588 stellen «Carle von Ägere» (im Landesmuseum Zürich) und «Anna Lafatar» (Privatbesitz) dar. Berühmt sind auch seine Arbeiten aus den Jahren 1557 bis 1562 für den Kreuzgang des Benediktinerklosters Muri (zum Teil signiert mit C.V.E. und K.V.E., jetzt in der Kantonalen Historischen Sammlung Aarau).
Karl von Aegeri werden zahlreiche unsignierte Werke zugewiesen. Sein reicher Renaissance-Stil mit sorgfältiger Zeichnung ist hoch charakteristisch. Neben farbigen Gläsern (auch Überfang) verwendete er seit 1554 auch bereits blaue Schmelzfarbe.